# Мінамі-Мінова

35°52′22″ пн. ш. 137°58′31″ сх. д. / 35.87278° пн. ш. 137.97528° сх. д.
Міна́мі-Міно́ва (яп. 南箕輪村, みなみみのわむら, МФА: [mʲinamʲi mʲinowa muɾa]) — село в Японії, в повіті Камі-Іна префектури Наґано. Станом на 1 квітня 2009 площа села становила 40,90 км². Станом на 1 липня 2011 населення села становило 14 611 осіб.

## Освіта
- Університет Сінсю (додатковий кампус)